# Ś
Ś (eś) – dwudziesta piąta litera alfabetu polskiego służąca do zapisu spółgłoski szczelinowej. Jest także w użyciu w języku dolnołużyckim i w języku wilamowskim, jest obecna w łacince białoruskiej oraz zalecana w odmianie czarnogórskiej języka serbsko-chorwackiego.